# Identità personale
Per identità personale in filosofia s'intende la capacità dell'individuo di avere consapevolezza del permanere costante del suo io che si manterrebbe sostanzialmente identico attraverso il tempo e le diverse e varie esperienze che hanno segnato la sua vita fino al momento presente.
Il problema dell'identità nel senso del mantenimento delle caratteristiche fondamentali dell'individuo era stato risolto dalla filosofia antica, e in particolare da Aristotele, con la teoria di una sostanza-sostrato (hypokeimenon) che si manteneva identica a se stessa anche se variavano i suoi molteplici e mutevoli attributi.
Nel Seicento, con l'empirismo, entra in crisi la vecchia idea della sostanza aristotelica che continuava ad essere presente nella concezione metafisica e religiosa dell'anima che permetteva di dare una caratteristica unitaria e trascendente ad un io contingente e di mantenere, nello stesso tempo, la permanenza della sua identità personale nel susseguirsi del tempo.
Tuttavia, queste concezioni non verranno superate del tutto da empiristi come John Locke, il quale negherà che si possa pretendere di conoscere la sostanza come una cosa in sé quando in realtà noi possiamo avere dell'oggetto soltanto le sue rappresentazioni in base alle nostre sensazioni, bensì riserve rimarranno in merito alla possibilità di conoscere con certezza l'"io". Più radicale sarà la posizione di altri esponenti dell'empirismo, come David Hume, che ridurrà l'identità a un cangiante fascio di percezioni. 
Il dibattito sull'identità personale continua fino alla filosofia contemporanea, che soprattutto in ambito analitico ha cercato di identificare delle caratteristiche costanti degli individui, principalmente in ambito somatico oppure psicologico, capaci di supportarne l'identità. La questione è dunque una branca dell'interrogazione metafisica contemporanea sull'identità degli enti in generale. Un autore fondamentale in questo dibattito è Derek Parfit. 
Un approccio in parte differente rispetto a quelli dominanti in ambito analitico è quello delle teorie dell'identità narrativa, che invece di cercare il criterio di identificazione delle persone in una loro caratteristica fissa propone di individuarlo nella concreta pratica di costruzione di una coerenza nella propria vita da parte degli individui, attraverso la pratica dell'auto-narrazione. 

## Locke

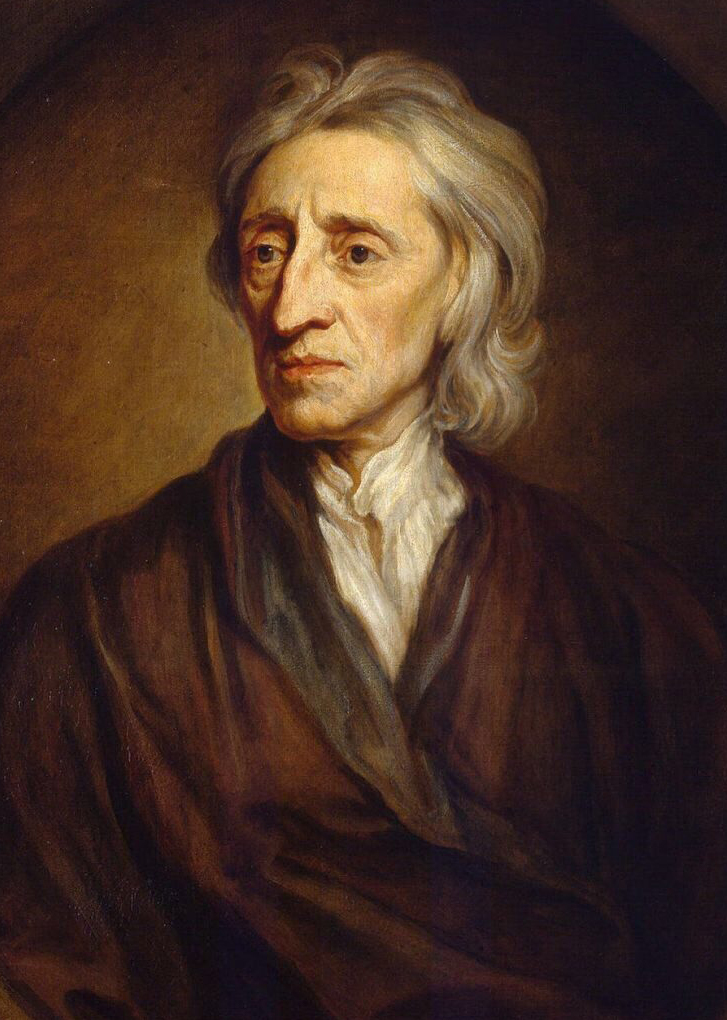
John Locke

John Locke (1632–1704) per primo metterà in discussione l'esistenza della sostanza materiale (ma non la sua qualità di "idea complessa"), rivelando come essa non fosse stato che un tentativo di risolvere il problema di rendere unitaria la molteplice realtà.
Sulla base di questo dualismo gnoseologico, per cui il soggetto conoscente avrà semplicemente la rappresentazione fenomenica e sensibile dell'oggetto conosciuto, Locke nega possa sussistere una sostanza che accompagni, mantenendone l'identità, le varie fasi di esistenza di un oggetto, ma non del soggetto conoscente. Per Locke, pur non essendo possibile la conoscenza di una "sostanza o essere spirituali" - allo stesso modo di quelli materiali - è tuttavia certa la nostra esistenza in quanto "spirito". Riprendendo il noto argomento cartesiano, Locke, nella sua teoria della conoscenza, sostiene che "abbiamo la conoscenza della nostra propria esistenza per intuizione; dell'esistenza di Dio per dimostrazione e delle altre cose per sensazione". Va ricordato che, per il filosofo inglese, "L'esperienza ci convince che abbiamo una conoscenza intuitiva della nostra propria esistenza e una percezione interna infallibile che noi esistiamo. In ogni atto di sensazione, ragionamento o pensiero, noi siamo consci di fronte a noi stessi del nostro proprio essere e su questo punto non manchiamo del più alto grado di certezza".
Innanzitutto, dice Locke, bisogna distinguere i concetti di uomo e persona, apparentemente sinonimi ma invero molto diversi: per uomo si può intendere un corpo materiale vivente strutturato dove si evidenzia la «partecipazione alla stessa vita continua di particelle sempre fuggevoli di materia, unite allo stesso corpo organizzato in una successione vitale.» È dunque questa costituzione materiale vivente che caratterizza l'uomo e non più la sua essenza razionale: «Chiunque infatti veda una creatura fatta come lui, anche se in tutta la sua vita non avesse più raziocinio di un gatto o di un pappagallo, lo chiamerebbe ancora uomo; e chiunque sentisse un gatto od un pappagallo discorrere, ragionare, filosofare, lo chiamerebbe tuttavia e lo considererebbe null'altro che un gatto o un pappagallo»
La persona invece è nell'uomo quando egli sia in grado tramite la coscienza e la memoria di credere nella sua identità tale da differenziarsi da tutti gli altri così che «fin dove questa coscienza può essere estesa indietro ad una qualsiasi azione o pensiero del passato, fin lì giunge l'identità di quella persona»
Ma per mantenere viva questa memoria di noi stessi, aggiunge Locke, dobbiamo continuamente riportare alla primitiva nitidezza quelle idee che si sono sbiadite col passare del tempo. È un continuo lavoro di manutenzione della nostra memoria che ci assicura la nostra identità che inevitabilmente si annebbia con la perdita del ricordo delle nostre esperienze passate.
Non è possibile neppure sostituire alla presunta potenzialità unificatrice della sostanza quella data dalle operazioni, come pensare, ragionare, temere ecc. di una qualche altra sostanza che chiamiamo spirito:

## Hume

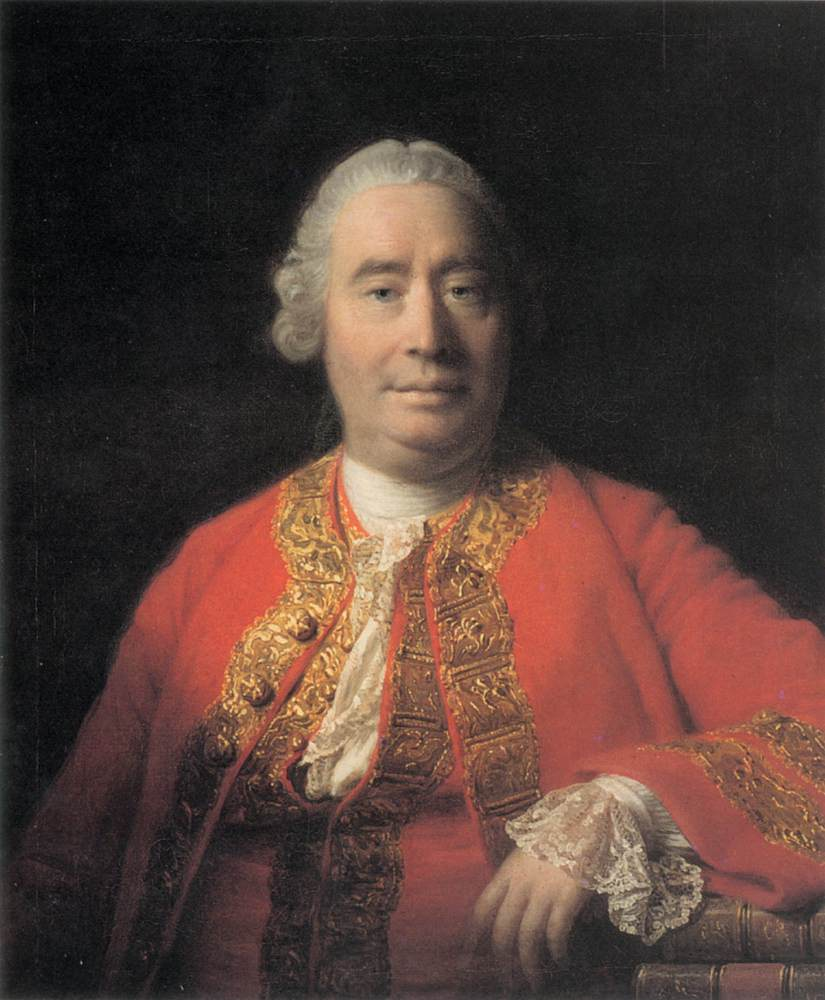
David Hume

L'elemento della memoria per la percezione dell'identità personale, secondo David Hume (1711–1776) , è ampiamente insufficiente: «Chi può dirmi che cosa pensava e faceva il 1º gennaio 1715, l'11 marzo e il 3 agosto del 1733?». 
Ma a parte la difficoltà di mantenere una memoria del passato che sia priva di falle e amnesie, Hume sostiene che ogniqualvolta riflettiamo sulla nostra identità personale ci troviamo di fronte a una serie di percezioni che ci appartengono ma tra le quali non possiamo mai isolare quella distinta percezione del nostro io: «Non riesco mai a sorprendere me stesso senza percezione e a cogliervi altro che percezione». 
La ragione che giunge al sapere sulla base delle percezioni nel caso della conoscenza dell'io si trova di fronte al vuoto, l'idea dell'io è un feticcio che costruiamo per poter credere in un'immagine di noi stessi ma in realtà le nostre impressioni ed idee sono instabili e mutevoli: pensare sia possibile avere un'idea permanente del nostro io è un'illusione: «Noi non siamo altro che fasci o collezione di differenti percezioni che si susseguono con una inconcepibile rapidità con un perpetuo flusso e movimento»
Ma la ragione, che non è quindi in grado di darci un riferimento sicuro e costante del nostro io, viene superata da quelle passioni e sentimenti che si sviluppano nella vita sociale, nei nostri rapporti con gli altri: a questo punto infatti interviene l'immaginazione che, per una specie di "inclinazione naturale", in quella serie di percezioni isolate che riaffiorano nel nostro lacunoso ricordo, stabilisce, sulla base dei principi di somiglianza e di causalità, una relazione costante tale che la memoria «non soltanto scopre l'identità, ma contribuisce anche alla sua produzione, producendo fra le percezioni il rapporto di somiglianza» e quello di causa-effetto tra le impressioni e le nostre idee.
Ai fini della identità personale occorre quindi un collegamento tra la memoria del passato, che collega le percezioni tramite la somiglianza e la causalità, e l'immaginazione che le unifica e in più estende la nozione del nostro io nel futuro.